# Castelo Velho de Safara
O Castelo Velho de Safara, igualmente conhecido como Povoado fortificado de Safareja ou Aldeia Velha, é um sítio arqueológico do Calcolítico, situado nas imediações da povoação de Safara, no concelho de Moura, na região do Alentejo, em Portugal. Corresponde a um castro do Calcolítico, que foi depois habitado duranta a Idade do Ferro e o período romano.

## Descrição
O sítio arqueológico consiste num povoado fortificado de grandes dimensões, assente sobre um esporão rochoso junto à foz da Ribeira de Safara, igualmente conhecido como Safareja, com o Rio Ardila. Este planalto apresentava boas condições naturais de defesa nos lados setentrional e oriental, correspondendo às duas linhas de água, permitindo controlar a região em redor. O povoado estava protegido por muralhas, que ainda se mantiveram relativamente bem conservadas. Nas muralhas foram encontrados indícios do processo de vitrificação, no qual parte da estrutura foi sujeita a temperaturas muito elevadas, entrado em fusão e ficando com uma consistência semelhante à do vidro. Este fenómeno foi encontrado em vários castros das idades do Ferro e Bronze em Espanha e em Portugal, como sucedeu por exemplo no Povoado fortificado do Cerro das Alminhas, no concelho de Odemira, no Povoado dos Castelos de Monte Novo, no município de Évora, e no Passo Alto, em Vila Verde de Ficalho. No caso de Safara, os vestígios de vitrificação foram encontrados principalmente no centro da estrutura, no mesmo local onde se situam vários moldes de ramos de carvalho, o que pode sugerir a presença de uma paliçada. Também foram encontrados os vestígios de três fossos rodeando parcialmente o povoado.
Anexos às muralhas encontravam-se vários pequenos compartimentos, talvez destinados a armazenar géneros alimentares. Foi igualmente identificada uma estrada de percurso paralelo à da muralha, que poderá ter sido o local de desenvolvimento da área residencial no povoado. Com efeito, no lado oposto da estrada situam-se as ruínas de uma estrutura melhor construída do que as anteriores, que poderia ter funções habitacionais. Foram igualmente encontrados vestígios de indústria metalúrgica, que podem indicar que o povoado poderia ser um entreposto comercial, com ligações tanto às importantes explorações mineiras de cobre e prata na região em redor, como as civilizações do Mediterrâneo Oriental, de onde vinham produtos manufacturados.
O espólio encontrado no local inclui pratos de bordo espessado, um fragmento de campaniforme e de um cadinho, cerâmicas estampilhadas da Idade do Ferro, cerâmicas áticas do mesmo período, fragmentos de cerâmica do Calcolítico, e escórias e um nódulo de minério. Entre os materiais romanos encontram-se fragmentos de cerâmica em Sigillata itálica e campaniense, além de imitações em cerâmica cinzenta e comum, peças de tipologia Kuass, e partes de ânforas ovóides e de categoria Haltern 70, além de várias moedas, como um asse da Salácia de 45 a.C., um semis de Irippo de 30 a.C., e um quinário de prata de Caius Fundanius, de 101 a.C.. Destaca-se igualmente a descoberta de um ceitil da Idade Média e de um vintém do período de D. Manuel I.

## História
O local foi habitado desde o Calcolítico, cerca do terceiro milénio a.C.. Foi depois ocupado entre os séculos IV a I a.C. durante a segunda Idade do Ferro, e o século I a.C., correspondente ao período republicano de Roma. De acordo com a arqueóloga Mariana Nabais, a «datação da Idade do Ferro é, sobretudo, baseada na presença de vestígios cerâmicos», incluindo «cerâmica ática, que tem origem na Grécia e um tipo de decoração pintada muito particular». Acrescentou que a existência deste tipo de cerâmica está igualmente associada a «outras de produção local», ornamentadas com «bandas concêntricas em vermelho», que foram identificadas como sendo «tipologias e formas típicas da Idade do Ferro». A grande presença de materiais romanos pode igualmente apontar para a existência de uma comunidade anterior de certa importância, uma vez que o exército romano tinha «necessidade de se impor» no sentido de conquistar os territórios.
O sítio arqueológico foi originalmente identificado por Fragoso Lima, na década de 1940, mas os primeiros trabalhos arqueológicos só foram feitos na década de 1970 por António Monge Soares, que consistiram em recolhas de superfície e numa operação de limpeza de um corte estratigráfico. Monge Soares encontrou um conjunto de materiais do Calcolítico, da Idade do Ferro e do período romano, que foram depois analisados por Teresa Costa, como parte do seu mestrado em Arqueologia, em 2010. Nesse ano foi feito igualmente o levantamento topográfico do povoado e das suas defesas.
Em 2018 iniciou-se um programa de estudo, coordenado por Rui Manuel Gusmão Monge Soares e de Mariana Vilas Boas de Castro Nabais, que permitiu a descoberta de um lanço da muralha, de três fossos em redor do povoado, e de vários compartimentos. A segunda fase das escavações teve lugar no Verão de 2019, e contou com a equipa da escola multinacional South-West Archaeology Digs, e o apoio de várias instituições nacionais e inernacionais, como o University College London, a University College Dublin, a Câmara Municipal de Moura e a União de Juntas de Freguesia de Safara e Santo Aleixo. Os trabalhos arqueológicos também tiveram uma vertente pedagógica, através de um programa de colaboração com a Escola Primária de Safara. Nesse ano, a Casa da Moagem de Safara albergou uma exposição sobre as escavações arqueológicas em curso no Castelo Velho. Na quarta campanha, em 2022, foram feitas importantes descobertas, que segundo a arqueóloga Mariana Nabais, confirmaram «que o sítio teve uma ocupação bastante mais antiga do que aquela que, até agora, tínhamos estado a escavar». Em 2024, foi organizada uma exposição alusiva ao Castelo Velho de Safara no Museu Municipal de Moura, que tinha como finalidade apresentar «alguns dos materiais arqueológicos mais importantes recolhidos, bem como partilhar algumas das conclusões mais importantes relativamente à história da ocupação humana daquele local».